# Matthew Mortensen
Matthew Mortensen, noto Matt (Huntington Station, 11 dicembre 1985) è un ex slittinista statunitense.
È fratello di Joe, a sua volta slittinista di livello internazionale.

## Biografia
Ha iniziato a gareggiare per la nazionale statunitense nelle varie categorie giovanili sia nella specialità del singolo sia in quella del doppio insieme a Garon Thorne ottenendo, quali migliori risultati, il secondo posto nella classifica finale della Coppa del Mondo juniores nel singolo nel 2004/05 e la vittoria in quella del doppio nella stessa stagione, nonché una medaglia di bronzo nella gara a squadre ai campionati mondiali juniores di Calgary 2004.
A livello assoluto ha esordito in Coppa del Mondo nella stagione 2004/05 gareggiando nell'individuale e dall'edizione 2006/07 si è dedicato esclusivamente alle gare biposto, dapprima con lo stesso Thorne, che fu però sostituito dopo una sola stagione da Preston Griffall; in seguito al ritiro di Griffall avvenuto dopo le Olimpiadi di Soči 2014 ha quindi fatto coppia con Jayson Terdiman. Ha conquistato il primo podio il 9 febbraio 2013 nella gara a squadre a Lake Placid e il primo nel doppio il 2 dicembre 2016 sempre a Lake Placid (2º). In classifica generale come miglior risultato si è piazzato al terzo posto nel 2016/17 nel doppio ed al quarantasettesimo nel singolo nel 2005/06.
Ha preso parte a due edizioni dei Giochi olimpici invernali: a Soči 2014 ha raggiunto la quattordicesima posizione nella prova biposto e a Pyeongchang 2018 ha terminato al decimo posto nel doppio e al quarto nella gara a squadre.
Ha preso parte altresì a sette edizioni dei campionati mondiali, vincendo la medaglia d'argento nella gara a squadre ad Igls 2017 e ottenendo quali migliori risultati il trentaduesimo posto nel singolo a Park City 2005 e la settima piazza nel doppio a Cesana Torinese 2011.
Ai campionati pacifico-americani, sempre nella gara biposto, ha vinto tre volte la medaglia d'oro, a Calgary 2012, a Lake Placid 2015 e a Park City 2017, e quattro volte quella d'argento.
Annunciò il suo ritiro dall'attività agonistica nell'estate del 2018.

## Palmarès

### Mondiali
- 1 medaglia:
  - 1 argento (gara a squadre a Igls 2017).

### Mondiali juniores
- 1 medaglia:
  - 1 bronzo (gara a squadre a Calgary 2004).

### Campionati pacifico-americani
- 7 medaglie:
  - 3 ori (doppio a Calgary 2012; doppio a Lake Placid 2015; doppio a Park City 2017);
  - 4 argenti (doppio a Lake Placid 2013; doppio a Whistler 2014; doppio a Calgary 2016; doppio a Calgary 2018).

### Coppa del Mondo
- Miglior piazzamento in classifica generale nel singolo: 47° nel 2005/06.
- Miglior piazzamento in classifica generale nel doppio: 3° nel 2016/17.
- 12 podi (2 nel doppio, 2 nel doppio sprint e 8 nelle gare a squadre):
  - 8 secondi posti (2 nel doppio e 6 nelle gare a squadre);
  - 4 terzi posti (2 nel doppio sprint e 2 nelle gare a squadre).

### Coppa del Mondo juniores
- Miglior piazzamento in classifica generale nel singolo: 2° nel 2004/05.
- Vincitore della Coppa del Mondo juniores nel doppio nel 2004/05.